# Robinson R22
Den tvåsitsiga Robinson R22 var den helikopter som Frank Robinson konstruerade och byggde först, vilken blev grunden till den större fyrsitsiga Robinson R44. R22:an tillverkas idag på Robinson Helicopter Company i Torrance, Los Angeles i Kalifornien i USA.
Från början var R22 tänkt att vara ett transportmedel för den upptagna chefen (the busy executive) som snabbt måste färdas mellan olika punkter i en stad där det annars är svårt att hinna fram på grund av trafik och andra hinder, till exempel Los Angeles. Idag är den dock mer känd som en helikopter vilken främst används till skolning för elever som ska ta sitt första helikoptercertifikat.

## Versioner
R22 finns i ett antal olika versioner:
- R22 Standard
  - Typgodkändes den 16 mars 1979. Tillverkades från serienummer 0002-0199 utom nummer 0175. Har en Lycoming O-320-A2B motor eller Lycoming O-320-A2C normalt klassad till 150 hästkrafter men nerklassad till 125 hästkrafter.
- R22 HP
- R22 Alpha
- R22 Beta
- R22 Mariner
- Instrument Trainer
- Police Helicopter
- R22 Beta II
- R22 Mariner II